# National Center for Biotechnology Information
National Center for Biotechnology Information (w skrócie NCBI) jest częścią National Library of Medicine (NLM). NCBI przechowuje genetyczne sekwencje nukleotydowe (w bazie GenBank) oraz bazy artykułów biomedycznych (PubMed i PubMed Central), a także inne informacje dotyczące biotechnologii. Wszystkie te bazy danych są dostępne w sieci przez wyszukiwarkę Entrez.

## Historia
NCBI powstało w listopadzie 1988 roku. Siedziba NCBI znajduje się w Bethesda w stanie Maryland w USA.